# 케빈 매카시 (배우)
케빈 매카시(Kevin McCarthy, 1914년 2월 15일 ~ 2010년 9월 11일)는 미국의 무대, 영화, 텔레비전 배우이다. 신체 강탈자의 침입이라는 공포 SF 영화를 통해 유명해졌다.

## 참여 작품
- 세일즈맨의 죽음 (1951년 영화)
- 신체 강탈자의 침입
- 환상특급
- 어울리지 않는 사람들
- 국제 음모
- 신기루 (1965년 영화)
- 하와이 파이브-O
- 미션 임파서블
- 형사 콜롬보
- 버팔로 빌과 인디언들
- 피라냐 (1978년 영화)
- 우주의 침입자
- 하울링 (1981년 영화)
- 마이 튜터
- 환상 특급 (1983년 영화)
- 더 골든 걸스
- 이너스페이스
- 이브의 파괴
- 제이제이 (영화)
- 함정 (1995년 영화)
- 큰 도둑 작은 도둑
- 아담스 패밀리 3
- 루니 툰: 백 인 액션
- 사랑하는 애너벨
- 슬립스트림 (영화)